# Lab-on-a-chip
Lab-on-a-chip（略称: LOC / LoC）またはμ-total analysis system（略称: µTAS / µ-TAS）とは、チップ上に集積された混合、反応、分離、検出の機能を持つ素子。

## 概要
実験室での混合、反応、分離、検出をスケールダウンしたチップ上のマイクロ流路で行う。微小流体素子であるマイクロリアクターの一種でチップ上に半導体製造で培われた微細加工技術を駆使して微細な流路が形成され、精密合成技術や微小流体制御技術を応用した素子でMicro-TASも包括する。

## 歴史
初期のLab-on-a-chipは1970年代に開発されたガスクロマトグラフィーであった。その後、徐々に開発が進められつつある。

## Organ-on-a-chip
近年ではOrgan-on-a-chipとして従来の人工臓器では再現できなかった生体の機能を再現する事が可能で動物実験の代替の選択肢としても、開発が進みつつある。

## Human-on-a-chip
人体の機能を再現するために複数のOrgan-on-a-chipを集積化したHuman-on-a-chipの開発が進められる。

## 文献
- 藤井輝夫. "「マイクロ・ナノデバイス技術による生命科学の新展開」." 生産研究 59.4 (2007): 377-380.
- Daw, Rosamund, and Joshua Finkelstein. "Lab on a chip." Nature 442.7101 (2006): 367-367.